# Distrito de Sabandía

Mapa de la provincia de Arequipa en el Departamento de Arequipa, Perú.

Sabandía es un distrito (municipio) situado en la provincia de Arequipa, en el departamento de Arequipa, Perú. Según el censo de 2017, tiene una población de 4368 habitantes.
Es conocido como la Puerta Sur Oriental. Linda al norte con los distritos de Paucarpata y Chiguata; al sur con Socabaya; al este con Characato; y al oeste con los de Paucarpata y Socabaya.
Desde el punto de vista jerárquico de la Iglesia católica forma parte de la Arquidiócesis de Arequipa.

## Historia
El distrito fue creado políticamente el 22 de abril de 1822 mediante Decreto Supremo que crea la provincia de Arequipa, conjuntamente con sus distritos, por el Libertador José de San Martín (considerando el distrito de Sabandía).

## Geografía
Está ubicado a 2390 metros sobre el nivel del mar, en las afueras de la ciudad de Arequipa, desde donde pueden apreciarse los volcanes Misti y Chachani.
El distrito de Sabandía está localizado en las siguientes coordenadas: Longitud Oeste: 75°45′10″ a 71°26′ 45 y Latitud Sur: 16°25′45″ a 16°27′15″

## Transporte
Las rutas de transporte masivo de pasajeros que circularán en el distrito de Sabandía son las siguientes:
| FASE OPERATIVA | FASE OPERATIVA     | FASE OPERATIVA | FASE OPERATIVA                 | FASE OPERATIVA                                     |
| Cuenca         | Concesionario      | Ruta *         | Ruta *                         | Ruta *                                             |
| Cuenca         | Concesionario      | Código         | Desde                          | Hasta                                              |
| -------------- | ------------------ | -------------- | ------------------------------ | -------------------------------------------------- |
| C - 8          | Bus Characato S.A. | A6             | Cerrillo (Characato)           | Cementerio La Apacheta (J.L.B.Y.R.)                |
| C - 8          | Bus Characato S.A. | A21            | Peregrinos (Yarabamba)         | Terminal Terrestre (J.L.B.Y.R. / Hunter / Cercado) |
| C - 8          | Bus Characato S.A. | T1             | Juventud Characato (Characato) | El Palomar (Cercado)                               |
| C - 8          | Bus Characato S.A. | T2             | Horacio Zeballos G. (Socabaya) | Seguro Social (Cercado)                            |

* Las rutas operan en ambos sentidos.
IMPORTANTE:
- La Municipalidad Provincial de Arequipa (MPA), a través del SITransporte podrá crear rutas o extender recorridos de las rutas ya establecidas para la cobertura total del distrito.
- La tarifa del pasaje se pagará solo una vez, tendrá una duración de 59 minutos y se podrá realizar tres viajes como máximo.

## Autoridades

### Municipales
- 2023 - 2026
  - Alcalde: Lic. Victor Raul Pauca Calcina - Arequipa Avancemos.
  - Regidores:

  1. Alexandra Pantigoso Barrios (Arequipa Avancemos)
  2. Sheyla Jadira Velásquez Calsin (Arequipa Avancemos)
  3. Edson Jairsinho Pinto Fuentes (Arequipa Avancemos)
  4. Oswaldo Jesús Salcedo Calderón (Arequipa Avancemos)
  5. Rene Teobaldo Quispe Pinto (Juntos por el Desarrollo de Arequipa)

- 2019 - 2022
  - Alcalde: Vidal Gonzalo Gallegos Pinto
  - Regidores:
    - Herless Díaz Perea
    - Joaquín Cáceres Rosado
    - Senén Rivera Pachas
    - Maura García Aquino
    - Rufo Prieto Apaza

- 2015-2018
  - Alcalde: Santos Alberto Salinas Valencia, de Arequipa Renace.
  - Regidores:

  1. Gilberto Wilfredo Del Carpio Tenorio (Arequipa Renace)
  2. Adolfo Damian Cruz Ticona (Arequipa Renace)
  3. Manuel Jesús Del Carpio Salas (Arequipa Renace)
  4. Jenny Karina Guillen Rodríguez (Arequipa Renace)
  5. Sandra Zegarra Tejada De Núñez (Vamos Perú)

### Religiosas
- Administrador parroquial
  - Parroquia Nuestra Señora del Rosario: Pbro. René Gregorio Pinto Guevara.[4]

## Festividades
- Virgen de Lourdes.
- Virgen de la Asunción.
- Virgen del Rosario.

## Patrimonio

### Molino de Sabandía
Sobre la campiña y mostrando sus blancos muros de sillar, se levanta el Molino de Sabandia. Sus recios contrafuertes, sus bóvedas, gárgolas, rejas y balcones, le dan una personalidad que resiste al paso del tiempo. Esta joya arquitectónica, según se ha podido establecer, data de 1621.
El español don García de Vargas Machuca encargó su construcción al maestro de arquitectura y cantería Francisco Flores, según reza el contrato que suscribieron un 27 de agosto ante el escribano del cabildo Pedro Ibanez de Irruegas. Fue por siglos el abastecedor de harina para el alimento de los pobladores de Arequipa. 
En el siglo XX, fue abandonada por la modernidad, llegando a convertirse en un montón de ruinas. Corría 1971 cuando el entonces presidente del desaparecido Banco Central Hipotecario, Arturo Seminario García, se había propuesto prestar apoyo a la restauración de una serie de monumentos arquitectónicos de la "Ciudad Blanca". De este modo, encargó esta labor al arquitecto Luis Felipe Calle, quien tuyo que levantar un edificio en donde no había siquiera planos.
El 14 de septiembre de 1973, se reinauguró el Molino de Sabandía, rescatado para la cultura de la humanidad. Desde entonces es uno de los grandes atractivos turísticos de Arequipa.

## Sitios turísticos aledaños de interés
| - Andahua - Bosque de piedras de Imata - Cayma - Cotahuasi - Cuevas y Bosque de piedras de Sumbay | - Huasacache - Petroglifos de Toro Muerto - Reserva Nacional de Salinas y Aguada Blanca - Valle del Colca - Yanahuara - Yura |